# 나카무라 게이타
나카무라 게이타(일본어: 中村 慶太, 1993년 6월 30일 ~ )는 일본의 축구 선수이다. 현재 J2리그의 V-파렌 나가사키에서 뛰고 있다.

## 구단 경력
그는 2016년부터 J리그의 V-파렌 나가사키, 시미즈 에스펄스, 가시와 레이솔에서 뛰었다.